# Мысля
Мысля (пол. Myśla, нем. Mietzel) — река в северо-западной Польше, в Западно-Поморском и Любушском воеводствах, правый приток Одры.
Длина 95,6 км, площадь водосборного бассейна — 1334 км².
Река начинается на Мыслиборском поозерье неподалёку от деревни Рыхнув примерно в 8 км к юго-западу от города Барлинек. Большая часть течения проходит по Западно-Поморскому воеводству, в среднем течении река преодолевает небольшой участок по Любускому воеводству. Генеральное направление течения — юго-запад, однако русло у реки сильно извилистое, она часто меняет направление. Характерной особенностью реки является протекание через большое число озёр Мыслиборского поозёрья. Крупнейшие озёра на Мысле — Улейно, Костельне, Бендзин, Лубе, Мыслиборске. Всё озёра находятся в верхнем течении реки, выше города Мыслибуж.
Крупнейшие притоки — Коса и Сиеница. На Мысле стоят города Липяны, Мыслибуж и Дембно, помимо них река протекает целый ряд деревень, крупнейшие из которых Сулимеж, Став, Дольск, Барнувко, Мостно, Даргомысль, Хварщаны, Гудзиш, Намыслин, Хлевице. На реке построено 6 небольших ГЭС.
Впадает в Одру, по которой здесь проходит граница с Германией чуть ниже деревни Хлевице.